# Zagadu kalni
Zagadu kalni este o arie protejată (arie specială de conservare — SAC, sit de importanță comunitară — SCI, arie de protecție specială avifaunistică — SPA) din Letonia întinsă pe o suprafață de 86,41 ha, integral pe uscat.

## Localizare
Centrul sitului Zagadu kalni este situat la coordonatele 57°24′19″N 26°48′08″E / 57.4052°N 26.8021°E.

## Înființare
Situl Zagadu kalni a fost declarat arie de protecție specială avifaunistică în decembrie 2003 pentru a proteja 1 specie de plante și 1 specie de animale. Alte tipuri de protecție:
- sit de importanță comunitară (în mai 2004)
- arie specială de conservare (în mai 2004)[1][3][4]

## Biodiversitate
Situată în ecoregiunea boreală, aria protejată conține 4 habitate naturale: Izvoare fino-scandinave și mlaștini produse de izvoare bogate în minerale, Taiga vestică, Păduri fino-scandinave bogate în ierburi cu Picea abies, Mlaștini împădurite.
La baza desemnării sitului se află mai multe specii protejate:
- plante (1): papucul doamnei (Cypripedium calceolus)
- păsări (1):  cocoș de munte (Tetrao urogallus)

Pe lângă speciile protejate, pe teritoriul sitului au mai fost identificate 5 specii de plante.